# Pseudolysimachion alatavicum
Pseudolysimachion alatavicum là một loài thực vật có hoa trong họ Mã đề. Loài này được (Popov) Holub miêu tả khoa học đầu tiên năm 1967.